# Bogaletch Gebre
Bogaletch "Boge" Gebre (Kembatta, Región de las Naciones, Nacionalidades y Pueblos del Sur, inicios de 1960- Los Ángeles, California, 6 de noviembre de 2019) fue una microbióloga y activista por los derechos de las mujeres y contra la mutilación genital femenina etíope. En 2010 fue considerada por el periódico británico The Independent como «la mujer que empezó la rebelión de las mujeres etíopes».

## Biografía
Creció en la década de 1960 en el pequeño pueblo de Kembatta, en el sur de Etiopía. A los doce años le practicaron la mutilación genital.
Su padre le prohibió una educación formal pero se escapó de su casa para asistir a una escuela misionera. Asistía a la escuela en secreto dejando su casa temprano por la mañana para ir a buscar a agua. Escondía la olla en los arbustos mientras asistía a clase durante unas horas. Su tío le ayudó a completar sus tareas y cuando su secreto fue descubierto ya sabía leer. Logró ayuda para estudiar microbiología y fisiología en Jerusalén y posteriormente, tras conseguir una beca Fulbright, cursó estudios en la Universidad de Massachusetts Amherst y más tarde en la Universidad de California, Los Ángeles.
Durante su estancia en Estados Unidos, creó su primera organización benéfica, "Desarrollo a través de la Educación", a través de la cual estudiantes de escuelas secundarias y universidades de Etopía recibieron manuales técnicos de estudio por valor de 26 000 dólares.
Tras obtener su doctorado en epidemiología, Gebre regresó en 1997 a Etiopía para ayudar a proteger los derechos de las mujeres. Tras su primer discurso público sobre el tema tabú del VIH/sida, Gebre se dio cuenta de que tendría que establecer credibilidad con la comunidad antes de lograr cambios y solucionar problemas sugeridos, como un puente que permitiría a los niños y niñas de la región llegar a la escuela más cercana y a los comerciantes acceder al mercado local. Una vez construido el puente, "Boge" y su hermana Fikirte formaron KGM Etiopía, abriendo las consultas de la comunidad, aldea por aldea, para proteger los derechos de las mujeres.

## Activismo por los derechos de las mujeres
Junto con su hermana Fikirte Gebre, fundó KMG Etiopía, anteriormente conocida como Kembatti Mentti Gezzima-Tope (‘Las mujeres que están juntas’). Los trabajos para apoyar a las mujeres en diversas áreas, entre ellas la prevención de la mutilación genital femenina y los secuestros nupciales, la práctica de secuestrar y violar a las mujeres jóvenes para forzarles al matrimonio. Según el Comité Nacional en Prácticas Tradicionales de Etiopía, tales prácticas eran la base del 69 % de los matrimonios en el país desde 2003. The Independent informó que la organización ha reducido la tasa de secuestros nupciales en Kembatta en más del 90 %, mientras The Economist señala que se le atribuye la reducción de la mutilación genital femenina del 100 % al 3 %.

## Premios
- Premio Norte-Sur 2005
- Premio Jonathan Mann de Salud global y Derechos Humanos en 2007.[9]
- Premio Rey Balduino de Desarrollo Internacional en mayo de 2013 por sus contribuciones al desarrollo de África.[3][8][10]